# Харчук, Евгений Фёдорович
Евгений Федорович Харчук (род. 22 сентября 1922) — советский партийный деятель, секретарь Киевского областного комитета КПУ, 1-й секретарь Октябрьского районного комитета КПУ города Киева.

## Биография
Образование высшее.
Член КПСС с 1960 года.
С декабря 1964 по 1966 — 1-й секретарь Октябрьского районного комитета КПУ города Киева.
Делегат XXIII съезда КПСС. 
В сентябре 1966 — 11 февраля 1974 — секретарь Киевского областного комитета КПУ по промышленности.
С 1974 года — заместитель министра бытового обслуживания населения Украинской ССР.
Потом — на пенсии в городе Киеве.

## Награды
- орден Дружбы народов (1981)
- прочие ордена
- медали